# Ашер, Антон
Антон Ашер (нем. Anton Ascher; 1820—1881) — немецкий актёр и режиссёр.

## Биография
Антон Ашер родился 15 июля 1820 года в городе Дрездене. Первоначальное драматическое образование он получил в родном городе под руководством Людвига Тика. Его дебют состоялся в 1837 году в Гайнихене.
Ашер долго играл в различных театрах Саксонии; в 1839 году, пробыв некоторое время в Висбадене, он поступил на службу в дрезденский придворный театр.
В 1848 году Антон Ашер стал главным режиссёром в берлинском «Friedrich-Wilhelm Theater», a в 1860 году был утверждён на должность главного директора венского «Karl-Theater». За короткое время он придал обоим театрам большой вес и поставил их рядом с парижскими и лондонскими сценами.
Как актёру Ашеру очень удавались роли бонвиванов. На страницах ЕЭБЕ была дана следующая оценка его творчеству: «На сцене он больше всего выделялся юмором; прекрасное впечатление производила его искрящаяся веселость; самый обыкновенный диалог он превращал в остроумную импровизацию, оставаясь всегда очень далеким от шаржа. Особенно интересен бывал он в тех ролях, которые давали ему возможность обнаруживать свою поразительную находчивость и меткость языка; стоило ему появиться на сцене, как он немедленно становился её центром».
Антон Ашер умер 21 апреля 1884 года в Мерано.